# El show de Tom Green
The Tom Green Show es un programa de televisión, creado y protagonizado por el comediante canadiense Tom Green, emitido por primera vez en septiembre de 1994. La serie se transmitió en Rogers Television 22, un canal comunitario en Ottawa, Ontario, hasta 1996, cuando se realizó un único episodio piloto para CBC Television. The Comedy Network dio luz verde al programa en 1997 y lo transmitió durante 2 temporadas de 1998 a 1999.
En enero de 1999, el programa se trasladó a los Estados Unidos y se emitió por MTV. La serie detuvo la producción en marzo de 2000, a raíz al diagnóstico de cáncer testicular de Green, pero continuó apareciendo en el canal a través de reposiciones y otros materiales promocionales. En 2002, ocupó el ranking #41 en la lista de los 50 peores programas de televisión de todos los tiempos según TV Guide. En 2003, el programa revivió brevemente como The New Tom Green Show con un formato de programa de entrevistas nocturno más convencional. En 2006, Green lanzó Tom Green Live, un programa de llamadas en vivo para su sitio web, que luego pasó a llamarse Tom Green's House Tonight.

## Sinopsis

### Personas recurrentes
El programa fue presentado por Tom Green, junto con sus viejos amigos Glenn Humplik y Phil Giroux. Derek Harvie, quien coescribió el programa con Green, apareció ocasionalmente en algunos segmentos. Muchos de los sketches estaban dirigidos a sus padres, quienes parecen estar avergonzados y no impresionados por las excentricidades de su hijo.

### Estilo
Gran parte del humor del programa fue el estilo característico de comedia de shock de Tom Green; numerosos sketches mostraban a Green realizando actos extraños o impactantes en público, como chupar la ubre de una vaca, y arrojar muñecos de plástico a los coches circulantes. Este contenido fue muy controvertido y el programa rápidamente obtuvo muchos detractores. Quizás lo más controvertido fue el trato que Green dio a sus padres, quienes a menudo eran el objetivo de sus bromas. En un sketch infame, Green despertó a sus padres en medio de la noche colocando una cabeza de vaca cortada en su cama, una referencia a una escena similar en El Padrino. Durante una entrevista con sus padres por su 30° aniversario, convirtió la conversación en preguntas sobre su vida sexual.
A pesar de la reputación del programa de humor escatológico y transgresor, varios sketches mostraban a Green actuando de manera responsable y respetuosa, burlándose de su personalidad juvenil. Uno de estos sketches fue People Helpers, donde Green y la estrella invitada Bruce McCulloch ayudaron seriamente a usuarios de sillas de ruedas.
En un segmento, Green se presentó en una conferencia de prensa de Grey Owl con Pierce Brosnan y Richard Attenborough. Green procedió a darle una serenata a Brosnan con una canción que hace referencia tanto a Remington Steele como a The Fourth Protocol. Brosnan, pensando que Green era periodista, le aconsejó que no renunciara a su trabajo diario.

### Personajes y sketches recurrentes
El programa también tenía algunos personajes y sketches recurrentes, incluido Billy Bob (un campesino sureño al que le encantaban los caramelos y sacudía la pierna), Hockey Guy (un jugador de hockey que patinaba frente a la gente y se caía torpemente) y el sketch de la estación de policía.
También exploró las peculiaridades de sus amigos. Green llamó la atención sobre la risa inusual de Giroux y su malestar por el olor a cobre. Un sketch se emitió cuando Glen tuvo que orinar, pero no pudo porque Tom y el equipo de cámara estaban cerca (pero todavía razonablemente lejos). Transmitieron clips de una larga discusión sobre si un oso o un puma ganarían en una pelea.

### "The Bum Bum Song"
Cuando el programa se trasladó a MTV, Green lanzó un sencillo llamado "Lonely Swedish (The Bum Bum Song) ", animando a los visitantes a descargar la canción de su sitio web, grabarla en CD y distribuirla entre amigos. Después de transmitir el video musical en su programa y apelar a su audiencia para que lo solicitara, la canción se convirtió instantáneamente en un éxito número uno en Total Request Live. Rápidamente pidió que se retirara el vídeo porque "no es justo para 98 Degrees". Más tarde, en su autobiografía, reveló que MTV lo había presionado a hacerlo con el fin de mantener la imagen de que Total Request Live era, de hecho, un programa de pedidos en vivo (los episodios de la próxima semana se habían pregrabado en locación y los productores del programa no tenían conocimiento de "The Bum Bum Song" en ese momento).

### Episodios especiales
En un episodio que se emitió a principios de 2000, Green visitó a sus padres en Ottawa, Ontario, con Monica Lewinsky, y aprovechó la ocasión para engañar a los periodistas locales haciéndoles pensar que harían un "anuncio" importante juntos, que resultó ser relacionado con el nuevo interés de Mónica por diseñar bolsos de tela.
En 2000, Green hizo un especial de una hora sobre su cirugía de cáncer testicular. Se centró en su reacción al diagnóstico de cáncer, así como la de su familia, y en una escena se incluyeron imágenes de la cirugía real. El episodio recibió amplio reconocimiento por parte de la crítica por mostrar un lado vulnerable y humano de una personalidad televisiva por lo demás juvenil.
En marzo de 2002, también protagonizó y dirigió un especial de una hora llamado The Tom Green Subway Monkey Hour, donde acosaba a extraños en Japón.

## El nuevo show de Tom Green
El programa fue revivido brevemente por MTV en 2003 como The New Tom Green Show, que fue reestructurado para tener más un formato de programa de entrevistas nocturno, pero fue cancelado por MTV unos meses después de su estreno debido a la caída de los ratings. El programa tuvo 51 episodios desde el 23 de junio de 2003 hasta el 5 de septiembre de 2003.

## ¡Tom Green en vivo!/La casa de Tom Green esta noche
El 15 de junio de 2006, Tom Green lanzó Tom Green Live!, un programa de entrevistas en vivo transmitido en su sitio web TomGreen.com. Comenzó como una asociación entre Green y ManiaTV!. En 2008, el programa pasó a llamarse Tom Green's House Tonight. El espectáculo tiene lugar en la propia sala de estar de Green en Hollywood Hills con vista al Valle de San Fernando.

## Rumores sobre el Segmento de Hitler
Un rumor frecuente dice que el programa fue cancelado debido a un supuesto segmento donde Green aparece en un Bar Mitzvah vestido como Adolf Hitler. Green, sin embargo, ha negado repetidamente que exista tal segmento. Menciona el rumor en su autobiografía de 2004, Hollywood Causes Cancer, afirmando que comenzó cuando algunos adolescentes de Boston fueron sorprendidos grabándose en video realizando ese truco en particular y, cuando los de seguridad les preguntaron, usaron el nombre "Tom Green". Green declaró al respecto: "Nunca haría una broma antisemita y mezquina como esa; es a la vez aborrecible y nada divertido. Hasta el día de hoy todavía me preguntan al respecto y es molesto. Nuevamente, para que conste, eso no sucedió. No hay nadie en este planeta que haya visto alguna vez esta parte de la cinta porque no existe. Si existiera, seguramente ya habría asomado su fea y odiosa cabeza en Internet. Pero no lo hará, porque no existe. Nunca me he puesto un disfraz de Hitler. De hecho, nunca he estado en un Bar Mitzvah".